# Castello di Beersel
Il castello di Beersel, in neerlandese Kasteel van Beersel è un castello -fortezza situato nel comune di Beersel, a sud di Bruxelles, nella provincia belga del Brabante Fiammingo, nella regione delle Fiandre.
È uno dei più bei castelli del Belgio, completamente circondato da un lago.

## Storia
Il castello venne eretto tra il 1300 e il 1310 dal primo signore di Beersel, Goffredo di Hellebeke, Siniscalco del Brabante, come fortezza difensiva dei confini meridionali del Ducato di Brabante contro i Conti di Hainaut
Dalla fine del XIV secolo e durante il XVI, il castello divenne proprietà della famiglia de Wittem. Nel 1356, durante la guerra di successione del Brabante, il castello fu incendiato dalle truppe di Luigi di Male, conte di Fiandra.
Alla fine del XV secolo, Enrico III de Wittem, sostenitore di Massimiliano d'Austria nel conflitto fra le città dei Paesi Bassi borgognoni, si attirò la collera dei bruxellesi che assediarono la fortezza nel 1488. Respinti, ritornarono l'anno seguente quando, aprendo una breccia nelle mura, presero il castello.
La ribellione venne alla fine domata e Massimiliano impose ai bruxellesi di indennizzare il signore de Wittem. Il castello venne infatti restaurato tra il 1491 e il 1508.
Dopo l'estinzione del casato de Wittem il castello passò agli Arenberg che lo trascurerà completamente, lasciandolo decadere, tanto che nel 1818 venne addirittura affittato, per un breve periodo, a una manifattura di cotone. 
Nel 1849, Maria d'Arenberg sposò Charles de Mérode e nel 1928 il conte Guillaume Hemricourt de Grunne e sua moglie Henriette de Grunne, nata Mérode, donarono il castello alla "Ligue des Amis du Château de Beersel" i quali intrapresero i primi grandi restauri a partire dal 10 marzo 1928, secondo antiche incisioni. Nel 1948 Il maniero passa di proprietà alla Association royale des demeures historiques et jardins de Belgique, la quale nel 1999 cedette la gestione del castello al comune di Beersel. Nel 2007 venne, finalmente, profondamente restaurato.

## Architettura
Contornato interamente da un lago-fossato, il castello è interamente costruito in laterizi, cosa assai rara per la zona, dove solo alcuni elementi vennero realizzati in pietra (angoli delle mura, feritoie, cornici delle finestre). Si presenta come un serrato blocco a pianta ellittica dominato da tre torrioni semi-cilindrici e senza Mastio. Le torri, a copertura piatta all'origine, vennero munite di alti tetti appuntiti poggiati su grandi frontoni a gradoni intorno al 1617, come marcato sulle torri stesse. Si accede al maniero attraverso un pontile di legno che conduce a una porta con ponte levatoio dal meccanismo ricostruito.

## Letteratura
Victor Hugo compose qualche verso in onore di questo maniero abbandonato:
"Il gît là dans le val, le manoir solitaire.
Le moindre bruit s'est tu sous ses mornes arceaux.
Et chaque heure du jour voit tomber une pierre de ses sombres créneaux.
Le corbeau s'est logé dans ses antiques salles.
La chouette y redit sa plainte tous les soirs
Et le brin d'herbe entre les froides dalles de ses vastes couloirs".

## Televisione
Nel 1969, fu uno dei due castelli scelti per le riprese della miniserie Il tesoro del castello senza nome (titolo originale Les Galapiats) di produzione franco-belga-canadese.

## Galleria d'immagini

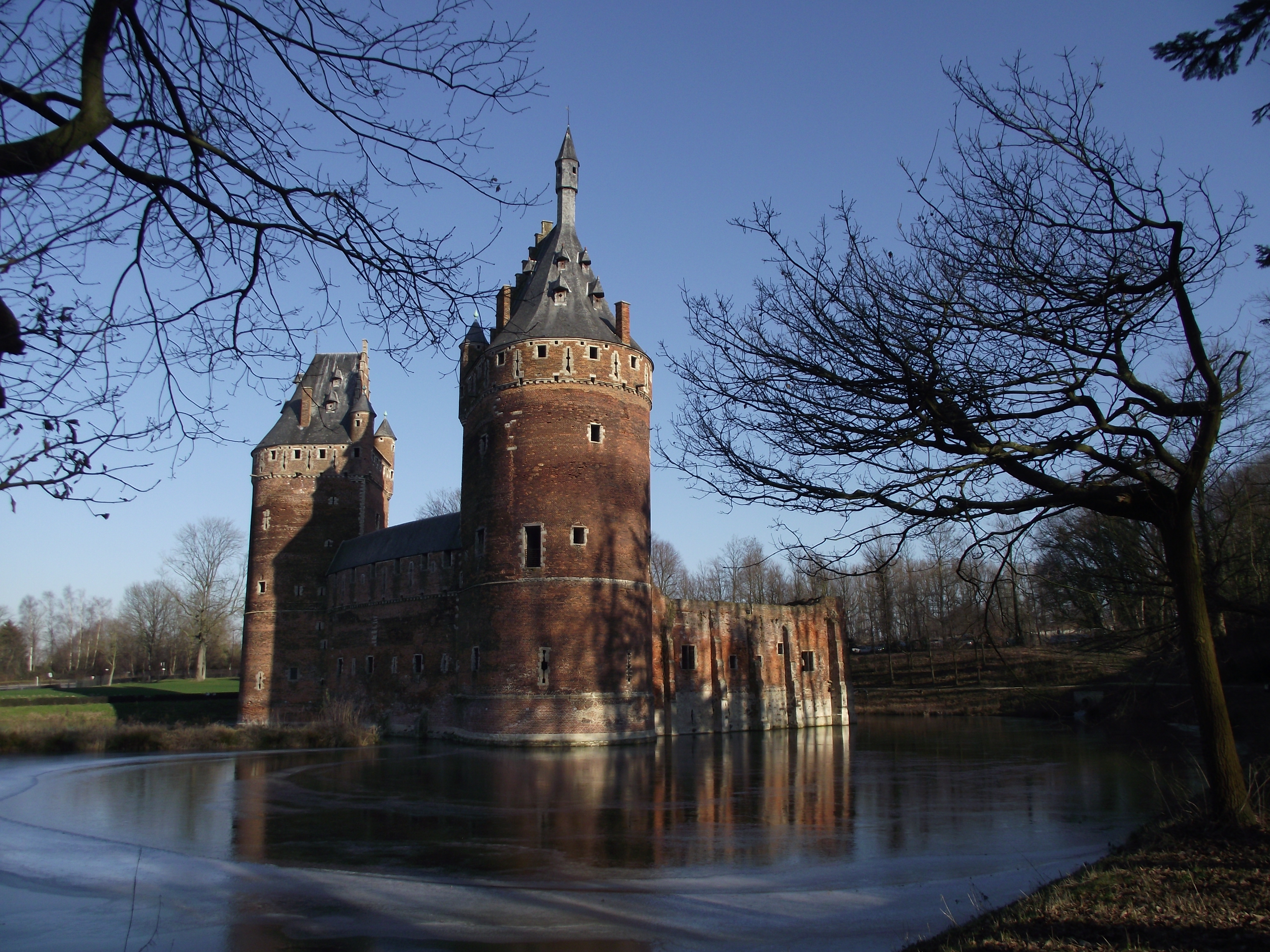
Veduta del castello  dal lago.
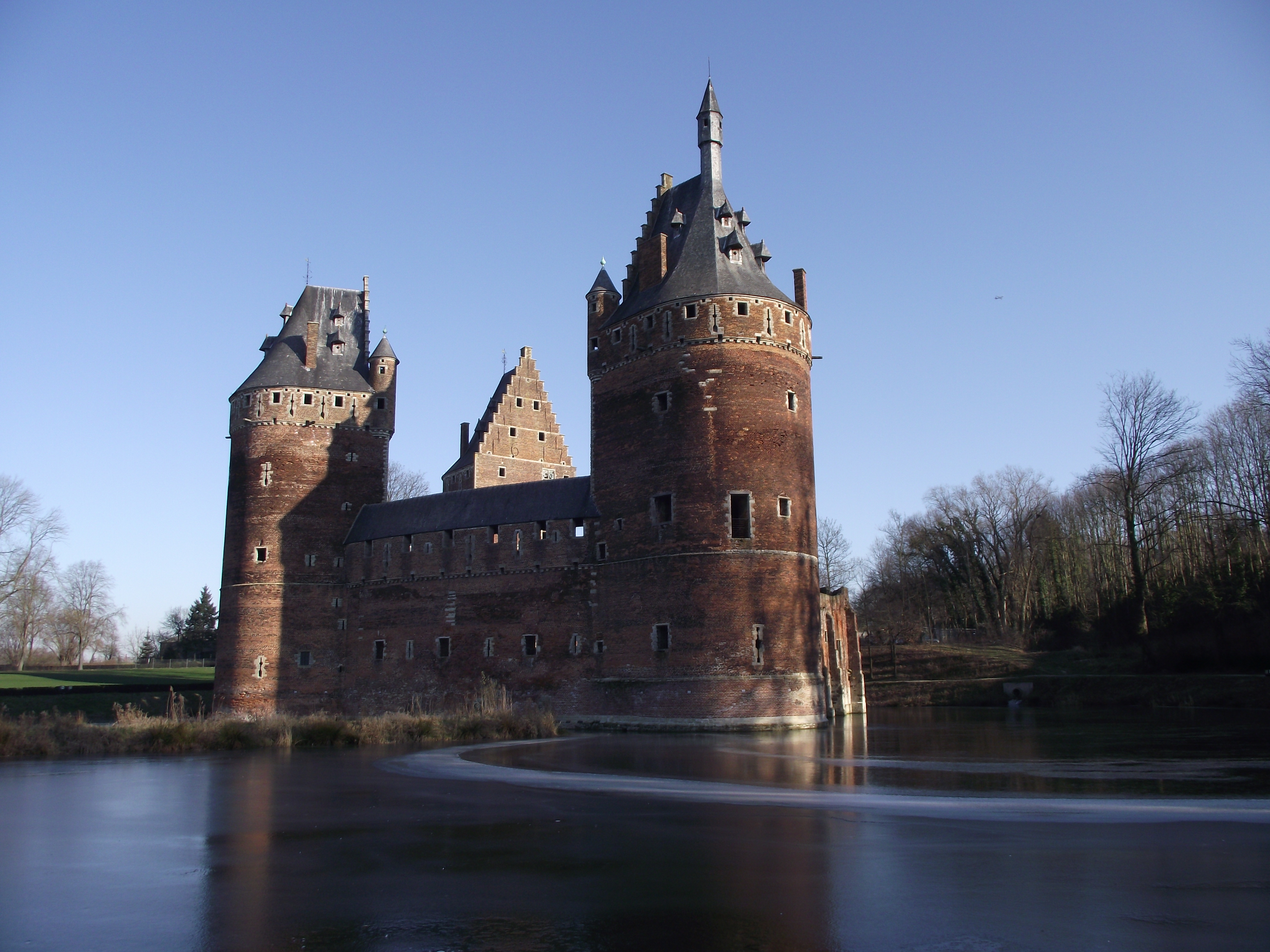
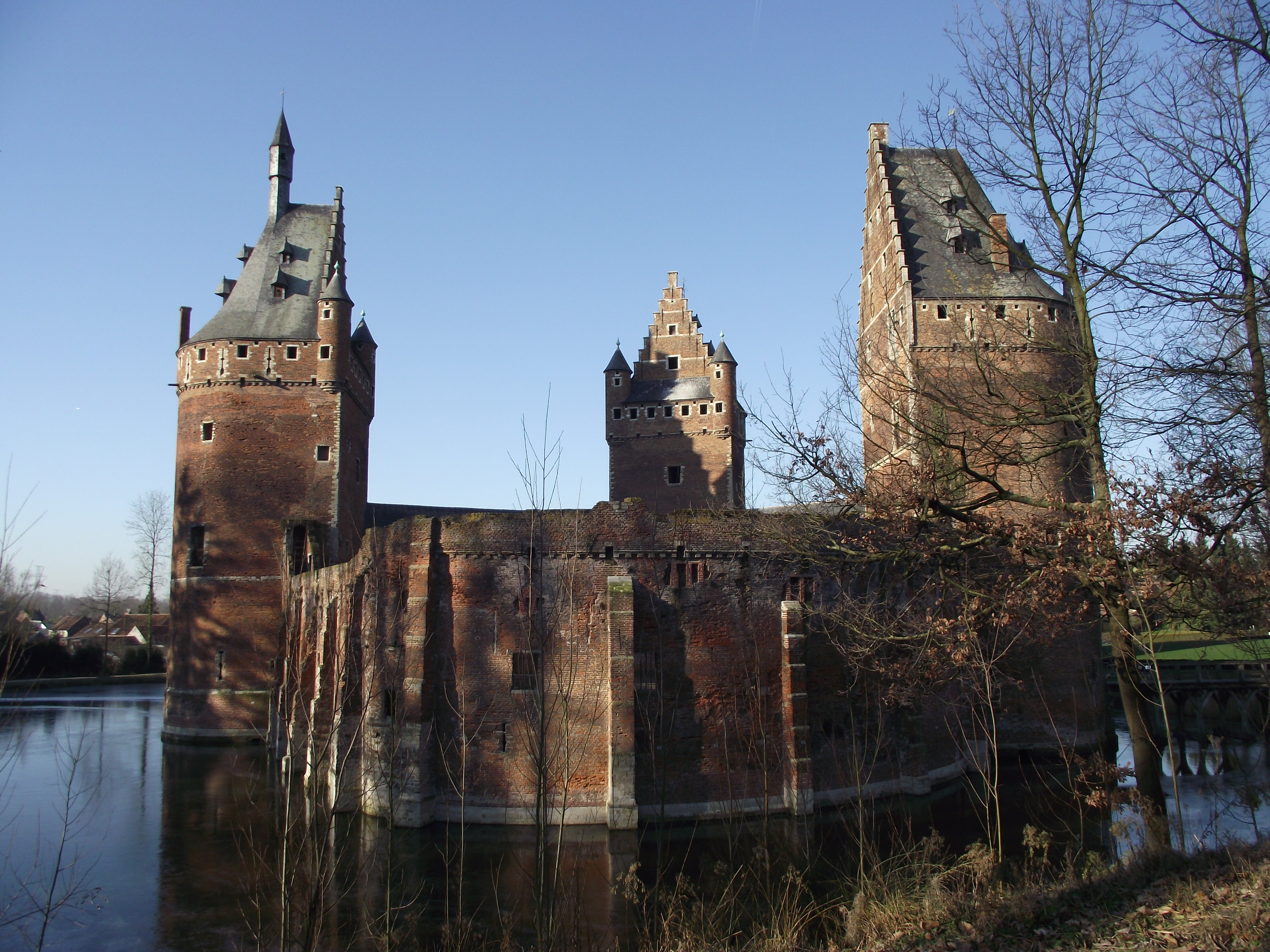
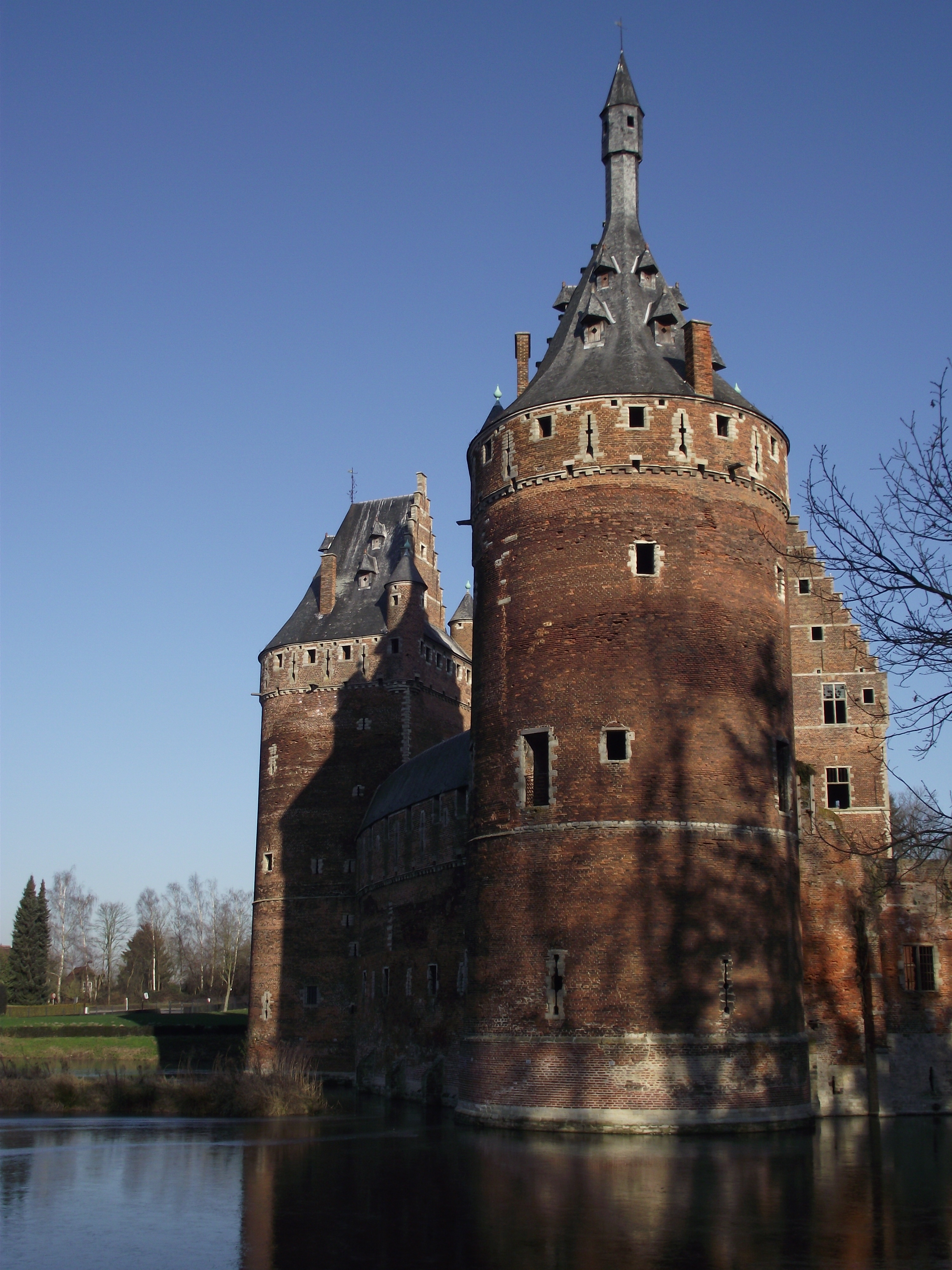
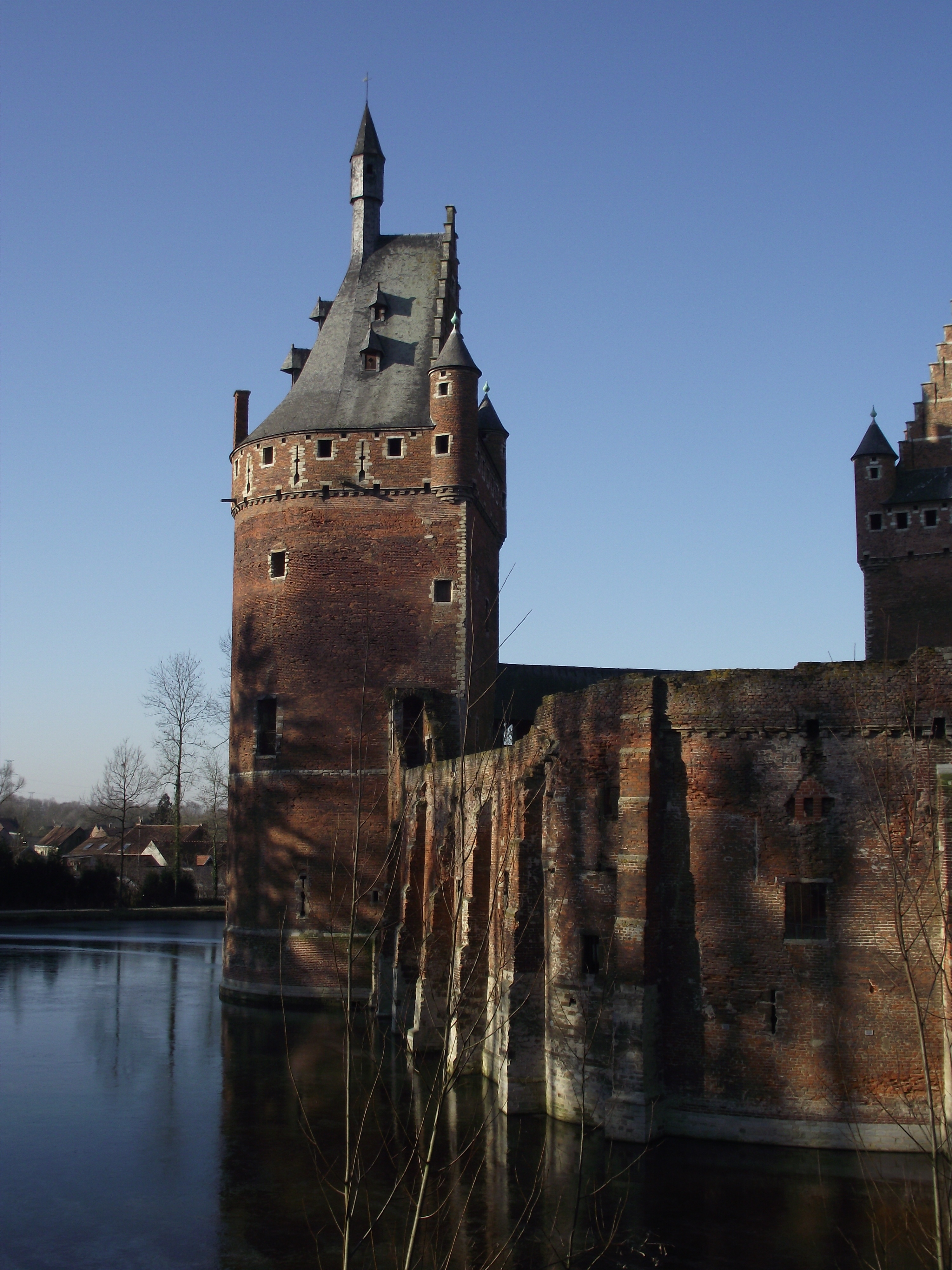
una delle tori semi-cilindriche.
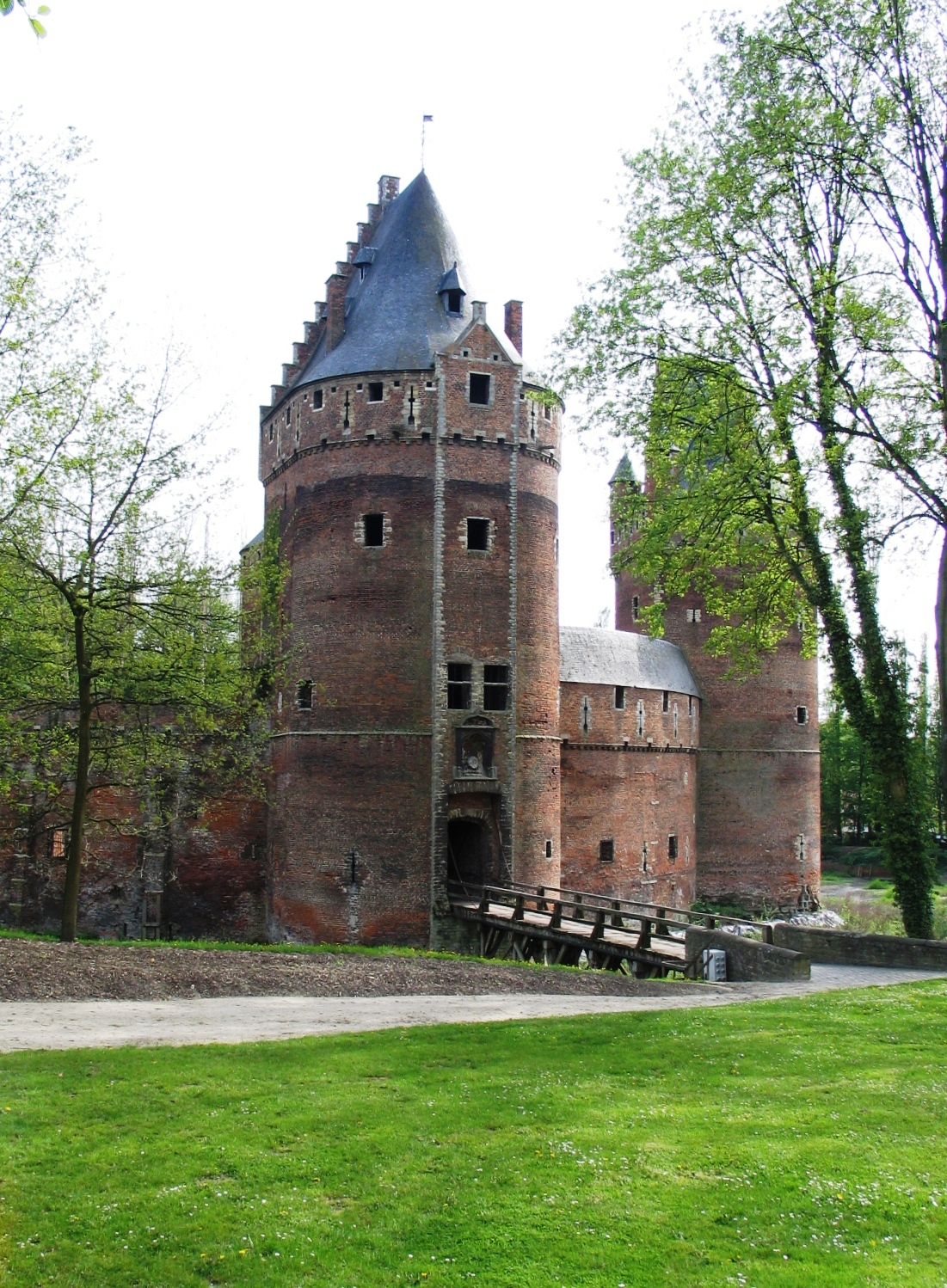
Entrata al castello.
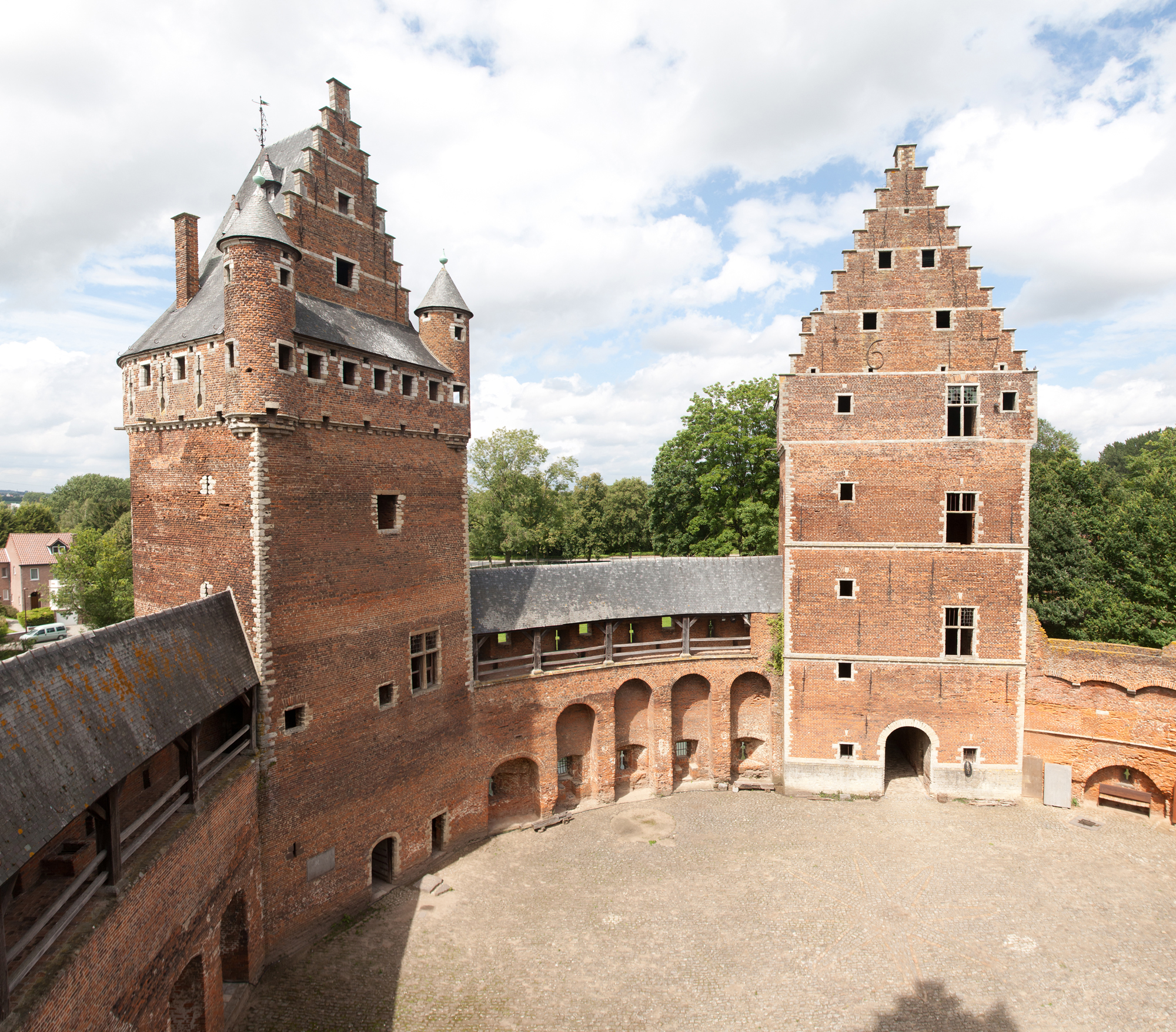
La Corte interna.
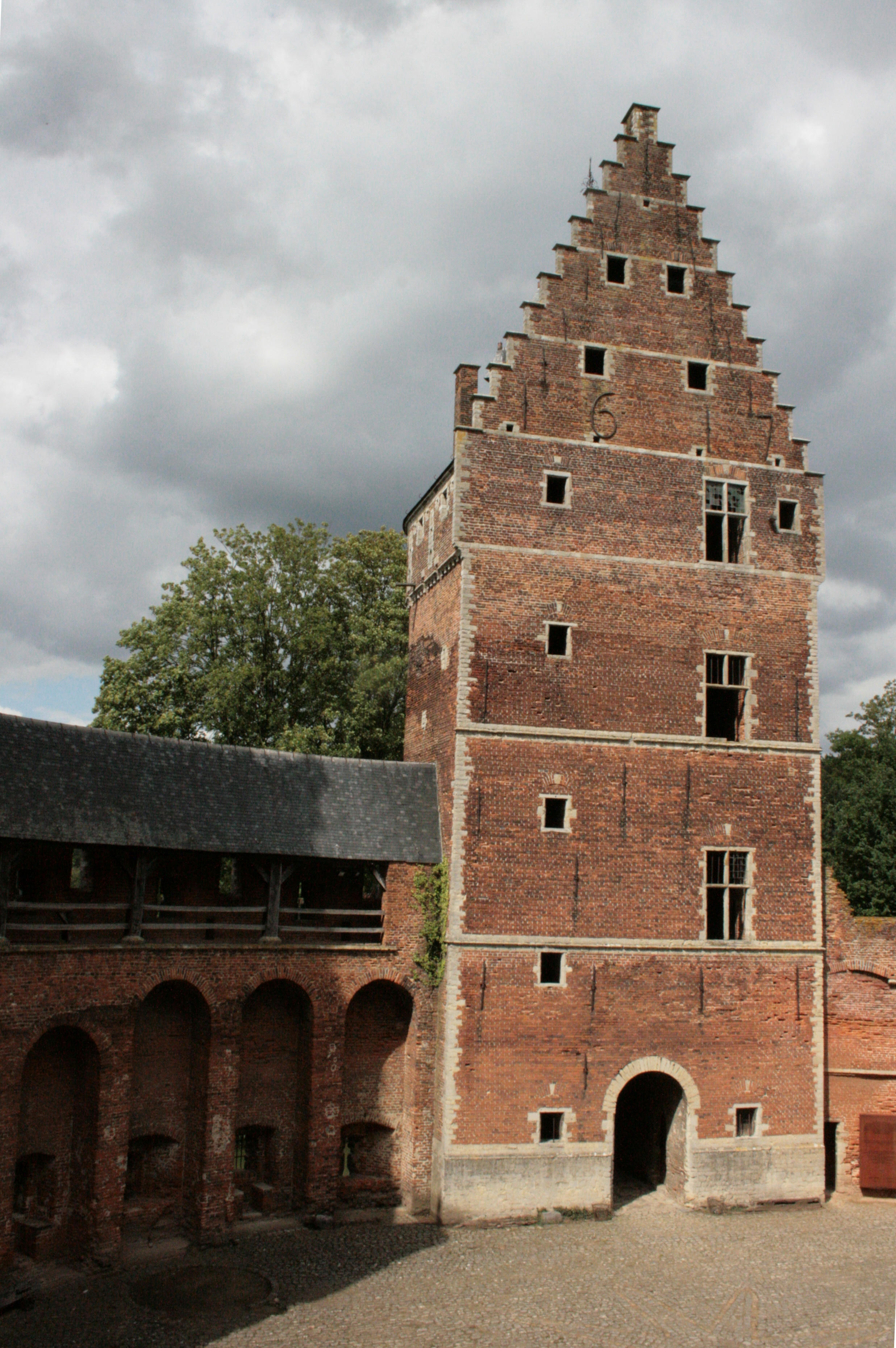
una delle torri con l'iscrizione dell'anno di elevazione dei tetti.
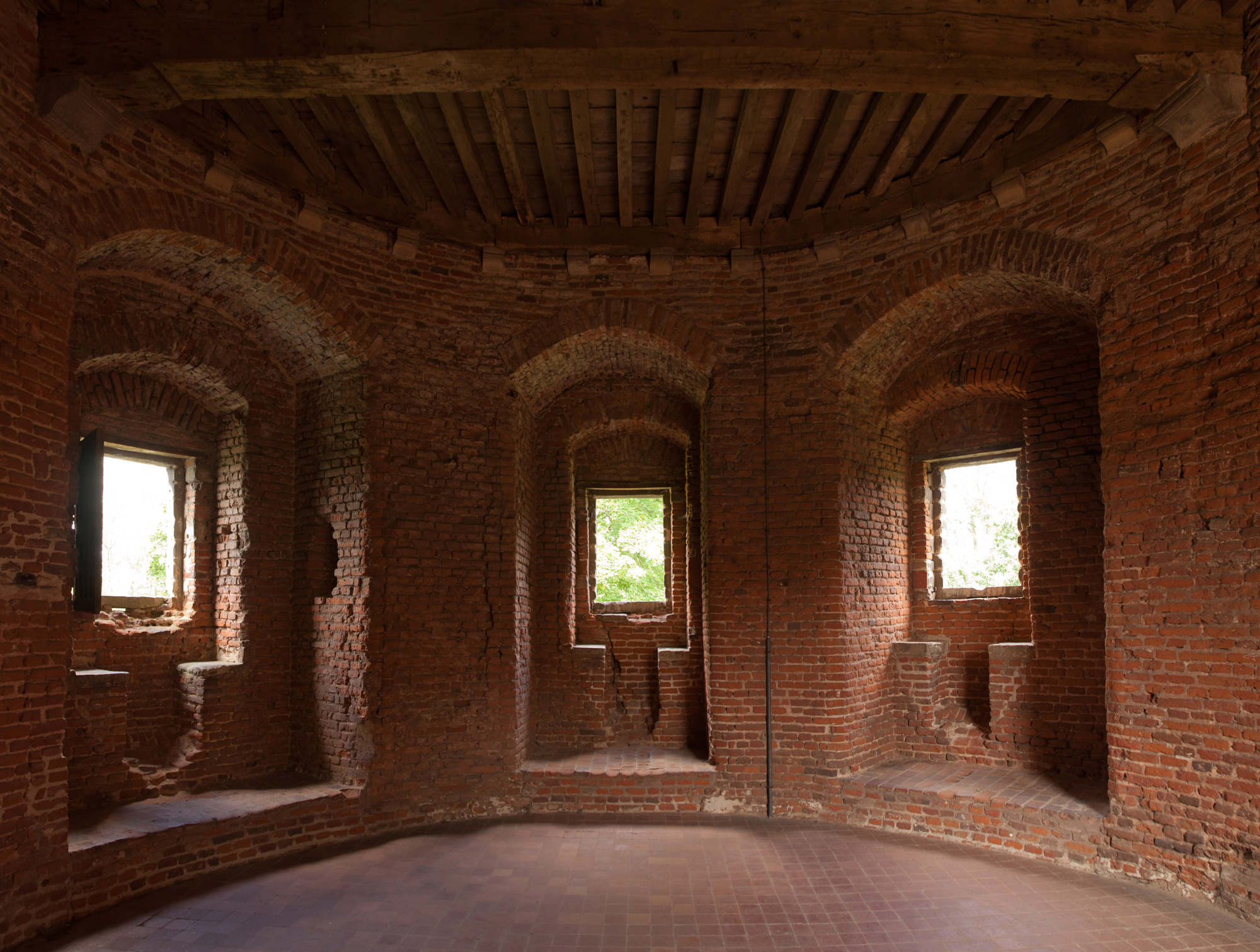
Interno della Poorttoren, (Torre della Porta).
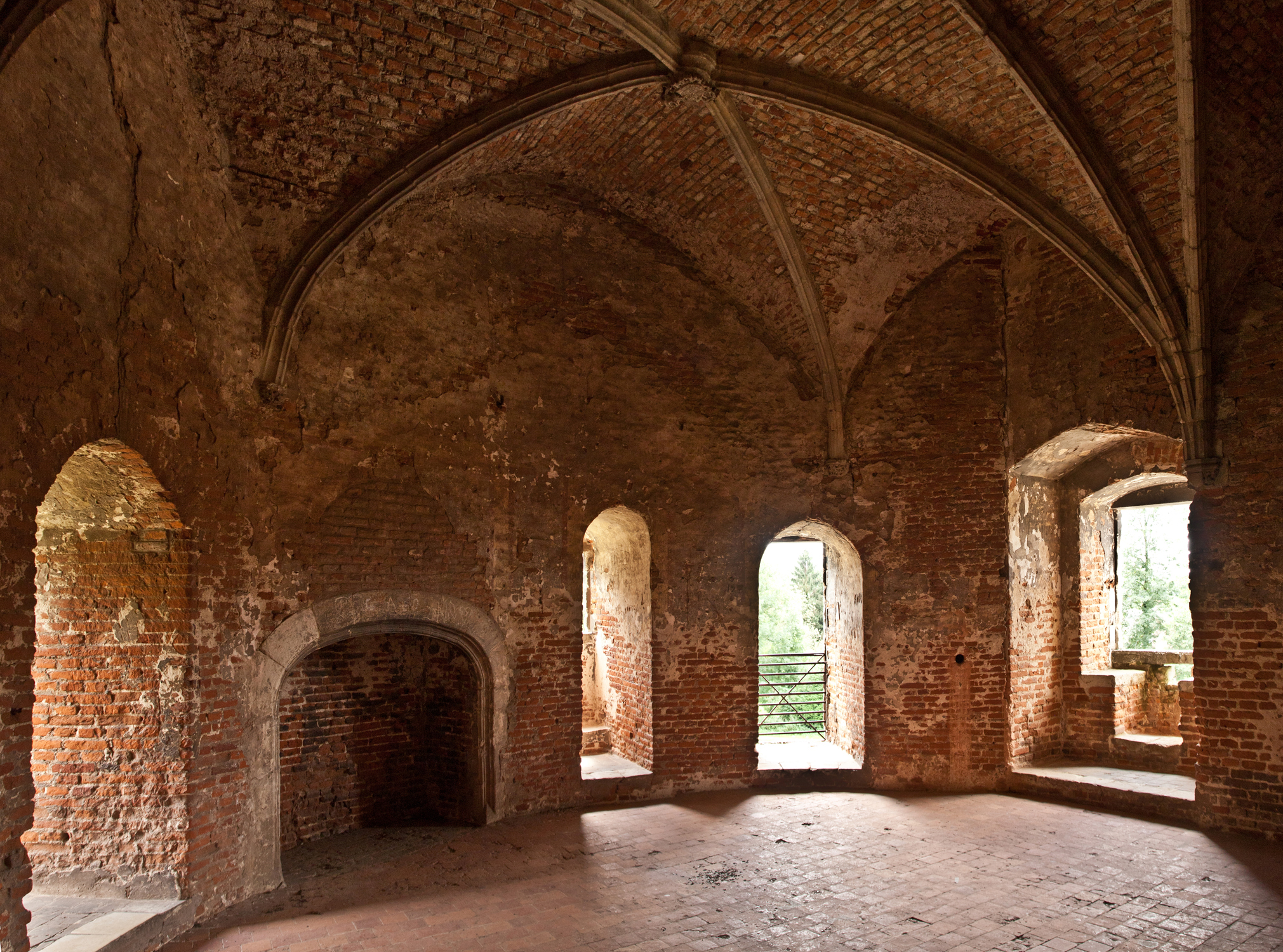
la Ridderzaal (Sala dei Cavalieri).